# Алберо (Верона)
Алберо (итал. Albero) је насеље у Италији у округу Верона, региону Венето.
Према процени из 2011. у насељу је живело 77 становника. Насеље се налази на надморској висини од 20 м.